# Linton Calmroth
Linton Leonard Martin Calmrot, född 12 oktober 2000 i Hägerstens församling i Stockholm, är en svensk skådespelare och sångare. Calmroth var tidigare en del av duon Lance & Linton tillsammans med Lance Hedman Graaf. 2019 skrev duon skivkontrakt med Universal Music. När Hedman Graaf satsade på en solokarriär fokuserade Calmroth på skådespeleriet. Han är yngre bror till Isac Calmroth som också är skådespelare.

## Biografi
Calmroth har bland annat medverkat i TV-serierna Lance vs Livet från 2019, En mot en från 2022 och Limbo från 2023.

## Filmografi (i urval)
- 2019 – Lance vs Livet (TV-serie)
- 2022 – En mot en (TV-serie)
- 2023 – Limbo (TV-serie)
- 2025 – Åremorden (TV-serie)
- 2025 – Ruset (TV-serie)